# Acrotylus cabaceira
Acrotylus cabaceira är en insektsart som beskrevs av Brancsik 1893. Acrotylus cabaceira ingår i släktet Acrotylus och familjen gräshoppor. Inga underarter finns listade i Catalogue of Life.